# Martyrs Antonins
 (mai 2013).
Si vous disposez d'ouvrages ou d'articles de référence ou si vous connaissez des sites web de qualité traitant du thème abordé ici, merci de compléter l'article en donnant les références utiles à sa vérifiabilité et en les liant à la section « Notes et références ».
Les martyrs antonins forment un groupe de moines antonins libanais ayant été tués pour leur foi en 1860. 

## Martyre
Depuis sa fondation, l'Ordre antonin maronite a connu diverses persécutions.
De 1842 à 1860, il y eut de très douloureux massacres dans diverses villages chrétiens. Ceux-ci étaient brûlés, et les églises et les monastères profanés.
En 1860, des soldats de l'Armée ottomane, qui était commandée par Arnaout, occupèrent durant un certain temps le monastère Saint-Roch de Dékwaneh, qui était une fondation de l'Ordre antonin maronite. Les soldats y massacrèrent quarante moines. Ainsi l'Ordre était semé par le sang des martyrs.
Jusqu'à aujourd'hui, aucune reconnaissance de martyre ou d'ouverture d'un procès en béatification des quarante moines tués pour leur foi n'a été ouvert par l'Église catholique.